# New Blood (Blood, Sweat & Tears)
New Blood è il quinto album in studio del gruppo rock statunitense Blood, Sweat & Tears, pubblicato nel 1972.

## Tracce
1. Down in the Flood (Bob Dylan) – 4:21
2. Touch Me (Victoria Pike, Teddy Randazzo) – 3:33
3. Alone (Lou Marini) – 5:29
4. Velvet (Jeff Kent) – 3:31
5. I Can't Move No Mountains (Michael Gately, Robert John) – 2:58
6. Over the Hill (Dave Bargeron) – 4:20
7. So Long Dixie (Barry Mann, Cynthia Weil) – 4:28
8. Snow Queen (Gerry Goffin, Carole King) – 5:24
9. Maiden Voyage (Herbie Hancock) – 6:14

## Formazione
- Jerry Fisher – voce
- Dave Bargeron – trombone, tuba, corno, cori
- Lew Soloff – tromba, flicorno
- Bobby Colomby – batteria, percussioni, cori
- Jim Fielder – basso, cori
- Steve Katz – chitarre, armonica, voce
- Lou Marini – woodwinds
- Chuck Winfield – tromba, flicorno, corno francese, cori
- Bobby Doyle – piano
- Georg Wadenius – chitarra, cori
- Larry Willis – tastiere